# Mykołajiwśkyj SK
Mykołajiwśkyj SK (ukr. Миколаївський Спортивний клуб) – ukraiński klub piłkarski z siedzibą w mieście Mikołajów), na południu kraju, działający w latach 1908–1923.

## Historia
Chronologia nazw:
- 1908: Zebra Mikołajów (ukr. «Зебра» Миколаїв, ros. «Зебра» Николаев)
- 1912: Mykołajiwśkyj Athletic Club (ukr. Миколаївський Атлетик-Клуб, ros. Николаевскій Атлетикъ Клубъ)
- 1913: Mykołajiwśkyj SK (ukr. Миколаївський Спортивний клуб, ros. Николаевскій Спортингъ-Клубъ)
- 1923: klub rozwiązano

Drużyna piłkarska Zebra została założona w Mikołajowie pod koniec 1908 roku przez mieszkańców lokalnej kolonii angielskiej na czele ze sprzedawcą chleba Charles Clavel Bate. W pierwszych latach „Zebra” organizowała mecze wyłącznie z marynarzami angielskimi na Placu Admiralicji w Mikołajowie.
W 1911 roku drużyna zorganizowała pierwsze mecze międzymiastowe z sąsiadami z Odessy. Pierwszy mecz odbył się w czerwcu w Odessie i zakończył się z wynikiem 2:0 na korzyść gospodarzy (Odeski HF Odessa). Pierwsze zwycięstwo zespół odniósł 30 października w Mikołajowie nad odeskim OBAKiem. Panhoke strzelił zwycięskiego gola w 88. minucie.
W 1912 roku podjęto decyzję o zalegalizowaniu "Football Club Zebra". W tym celu drużynę przekształcono w Mykołajiwśkyj Athletic Club i 2 marca 1912 roku przedłożono do zatwierdzenia kancelarii burmistrza Mikołajowa kontradmirała Miazkowskiego statut nowego związku sportowego. Statut został zatwierdzony i "Athletic Club" stał się pierwszym oficjalnym klubem piłkarskim w Mikołajowie. Pod koniec 1912 roku cześć piłkarzy "Athletic Clubu" odeszła od klubu i organizowała nowy klub Union Mikołajów.
We wrześniu 2012 roku z inicjatywy "Athletic Club" i innych lokalnych drużyn zorganizowana została Mikołajowska Futbolowa Liga. Pod patronatem Ligi organizowane są pierwsze mistrzostwa miasta. W losowaniu wzięło udział 8 drużyn lokalnych oraz druga drużyna "Athletic Clubu". W mistrzostwach nie wzięła udziału główna drużyna "Athletic Clubu", jednak wszystkie biorące udział w zawodach drużyny uznały jej dominację oraz tytuł mistrza Mikołajowa.
W marcu 1913 roku "Athletic Club" rozegrał swoje ostatnie 2 mecze z najsilniejszą drużyną kijowskiej Politechniki (mistrz Kijowa 1912, wicemistrz Kijowa 1913). Mecze zakończyły się odpowiednio wynikami 1:1 i 0:2. Kijowianie byli silniejsi.
W lutym 1913 roku klub został przekształcony w Mykołajiwśkyj SK. Zmieniony statut „Klubu Sportowego” został zatwierdzony 30 kwietnia 1913 roku przez burmistrza Mikołajowa Miazgowskiego.
W 1913 roku Mikołajowski Klub Sportowy, jako jedyny oficjalnie zatwierdzony klub w Mikołajowie i jako członek Wszechrosyjskiego Związku Piłki Nożnej otrzymał zaproszenie z Petersburga do wzięcia udziału w drugim losowaniu mistrzostw Rosji. W mistrzostwach Imperium Rosyjskiego wzięły udział reprezentacji miast z Petersburga, Moskwy, Charkowa, Odessy, Kijowa i Mikołajowa. Piłkarze Mikołajowskiego Klubu Sportowego pojechali na turniej jako reprezentacja Mikołajowa. Dokładniej, nie pojechali. Turniej miał rozpocząć się 18 sierpnia w Mikołajowie meczem miejscowej drużyny z drużyną Odessy, ale z Petersburga przyszedł telegram o przeniesieniu meczu do Odessy na boisku OBAK. Mikołajowie pokazali swój charakter i nie pojawili się na meczu na znak protestu. Mecz nie odbył się. Jako pierwsze zwycięstwo odniosła drużyna Odessy, natomiast drużyna Mikołajowa odpadła z rywalizacji.
W 1914 roku pierwszy zagraniczny klub rozegrał 5 meczów z lokalnymi drużynami w Odessie i Mikołajowie. Fenerbahçe SK, mistrz Stambułu w sezonie 1912/13 rozegrał 2 mecze z Mikołajowskim SK. 5 czerwca ludność Mikołajowa świętowała zwycięstwo - 1:0, a 8 czerwca goście wzięli pewny rewanż - 0:3.
W latach 1914-1918 klub brał udział w mistrzostwach miasta. Turnieje odbywały się dwa razy w roku – wiosną i jesienią. MKS był niekwestionowanym liderem miasta, nigdy nie opuszczając pierwszej trójki. 5 razy klub został mistrzem, 2 razy — drugi i tylko raz — trzeci.
Podczas interwencji francuskiej w latach 1919-1920 w Mikołajowie istniały tylko dwie drużyny: MKS i Union. Czasami grali między sobą lub z zespołami interwencyjnymi, ale Klub Sportowy już w tamtych latach uważany był za mistrza miasta.
W 1920 roku miasto zajęła Armia Czerwona, a rok później wznowiono mistrzostwa miasta. Na wiosennych mistrzostwach 1921 roku liderzy potwierdzili swoją reputację: MKS – pierwszy, Union – drugi. Trzecia była młoda drużyna Stoczni Marynarki Wojennej o nazwie Nawal.
Przez kolejne dwa lata klub utrzymał pozycję lidera. Wśród robotników w mieście zaczęły powstawać inne kluby piłkarskie. Wiosną 1923 roku MSK po raz ostatni został mistrzem miasta. Jesienią został trzecim, po czym zniknął, ostatecznie ustępując miejsca nowym zespołom. Równolegle z MSK również Union został zlikwidowany. Najlepsi zawodnicy obu drużyn weszli do zorganizowanej w tym samym roku drużyny Profintern zarządzanej przez Okrprofbiuro.

## Sukcesy
- mistrzostwa Imperium Rosyjskiego:
  - ćwierćfinalista (1): 1913
- mistrzostwa Mikołajowa:
  - mistrz (13): 1912, 1914 (w), 1916 (w), 1916 (j), 1917 (j), 1918 (j), 1919, 1920, 1921 (w), 1921 (j), 1922 (w), 1922 (j), 1923 (w)
  - wicemistrz (13): (2): 1914 (j), 1915 (w)
  - 3.miejsce (2): 1917 (w), 1923 (j).